# Nicolas Théobald

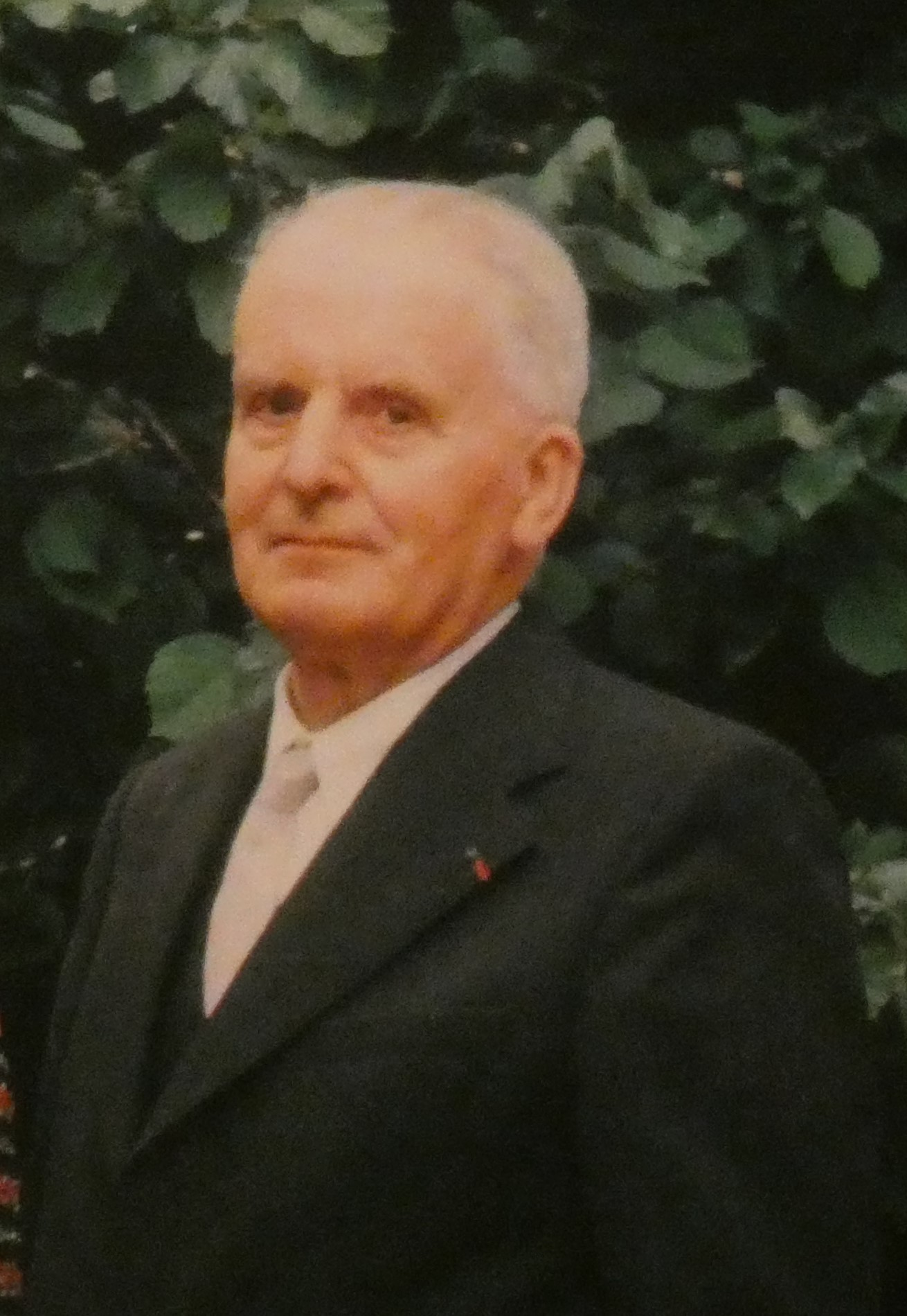
Nicolas Théobald

Nicolas Théobald (Montenach, 31 aout 1903 - Obernai 10 mai 1981) is een Franse paleontoloog, geoloog, professor en entomoloog (1903-1981).
Hij verdedigde zijn proefschrift in 1937.
- Biblioteca Nacional de España: XX1697216
- Bibliothèque nationale de France: cb153362151 (data)
- Author citation (botany): N.Théob.
- CiNii: DA15665834
- Gemeinsame Normdatei: 11730249X
- International Standard Name Identifier: 0000 0001 0073 8273
- Library of Congress Control Number: n85818968
- Nationale Bibliotheek van Tsjechië: mzk2015853661
- Nationale bibliotheek van Australië: 35774549
- Nationale Bibliotheek van Israël: 987007279471205171
- Nederlandse Thesaurus van Auteursnamen: 130451436
- Réseau des bibliothèques de Suisse occidentale: 02-A003900276
- Système universitaire de documentation: 059555017
- Virtual International Authority File: 35230542
- WorldCat: E39PBJycTHX3mcr6rpxd89K8G3